# Amazon Alexa
Alexa is een virtuele assistent ontwikkeld door Amazon. Het werd eerst gebruikt door de Amazon Echo en de Amazon Echo Dot-slimme speakers. De gebruiker kan er gewoon tegen spreken om muziek af te spelen, actielijsten te maken, alarmen in te stellen en allerlei informatie op te vragen, zoals het weer, de verkeerssituatie, sport of nieuws. Alexa kan ook andere slimme apparaten aansturen zoals een domoticasysteem. Gebruikers kunnen de mogelijkheden uitbreiden door zogenaamde "skills" (bijkomende functionaliteit ontwikkeld door derden) te installeren.
De meeste apparaten die Alexa gebruiken kunnen geactiveerd worden met een woord (zoals "Echo"); voor andere apparaten is het nodig dat de gebruiker op een knop drukt om de luistermodus te activeren. In mei 2018 is Alexa alleen beschikbaar in Engels, Duits en Japans.

## Antisemitische complottheorieën door digitale assistent geblokkeerd
Verschillende Engelse parlementsleden hebben Amazon beschuldigd van het verspreiden van antisemitische complottheorieën via zijn digitale Alexa-assistent. Alexa haalde antwoorden rechtstreeks uit artikelen op het internet, maar gaf daarbij geen context. Dat kan belangrijk zijn, bijvoorbeeld wanneer een artikel complottheorieën of andere extreme ideeën beschrijft. Medio november 2020 zijn vele woordcombinaties en zinnen geblokkeerd om dat te voorkomen. Deze kunnen door Alexa niet meer worden uitgesproken.